# Amadou Meïté
Amadou Meïté (* 28. November 1949; † 11. Februar 2014 in Abidjan) war ein ivorischer Sprinter.
Bei den Olympischen Spielen 1972 in München schied er über 100 m im Viertelfinale und in der 4-mal-100-Meter-Staffel im Vorlauf aus.
1976 erreichte er bei den Olympischen Spielen in Montreal über 100 m und in der 4-mal-100-Meter-Staffel das Halbfinale.
Im Jahr darauf wurde beim Leichtathletik-Weltcup 1977 in Düsseldorf Siebter über 100 m und mit der afrikanischen Mannschaft Sechster in der 4-mal-100-Meter-Staffel.
Bei den Afrikaspielen 1978 in Algier siegte er über 100 m, und beim Leichtathletik-Weltcup 1981 in Rom wurde er mit der afrikanischen 4-mal-100-Meter-Stafette disqualifiziert.
Seine persönliche Bestzeit über 100 m von 10,32 s stellte er am 29. März 1980 in Abidjan auf.
Seine Söhne Ibrahim Méité und Ben Youssef Meïté waren ebenfalls als Sprinter erfolgreich.